# KMX
KMXは、日本海軍が開発した航空機用の磁気探知機。三式一号探知機（さんしきいちごうたんちき）とも呼ばれる。アメリカ海軍の潜水艦による通商破壊戦により、輸送船が沈められていく中で、航空機による対潜哨戒の為、東海や九六式陸攻を中心に装備された。

## 概要
KMXは航空機より潜水艦を発見する手段として1942年（昭和17年）秋より海軍航空技術廠にて開発が開始された。以後、開発は順調に進み、1943年（昭和18年）11月に制式化され、1944年（昭和19年）4月より実戦配備された。特に実戦配備された最初の部隊である館山基地の第九〇一海軍航空隊では、KMXの探知能力を生かすための対潜掃討法を研究し、小隊（3機編成）ごとの対潜掃討法を確立するなど、実戦において活用された。
日本海軍では機上レーダーの配備が進まず、またレーダー自体の能力も基礎工業力の限界により信頼を欠くものであったが、その中で潜水艦を15隻探知し6隻を撃破した（戦果はいずれも未確定）KMXの探知能力はある程度の信頼がおけるものであった。しかし、実戦配備された時期はマリアナ沖海戦の直前であり、主要航路や日本近海でも制空権が失われつつあった時期に、対潜哨戒機が活躍できる場は限られていた。

## 構造・性能

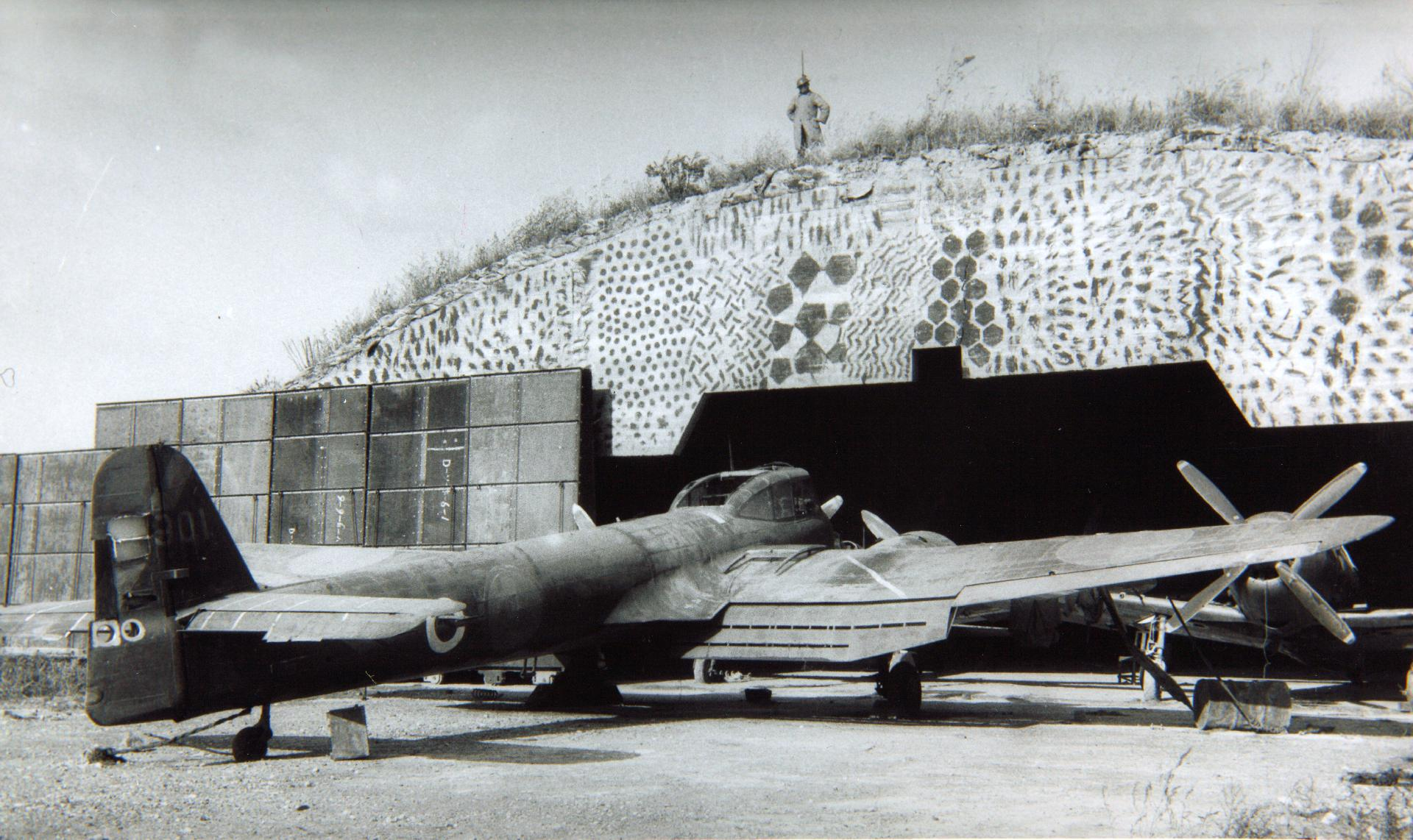
KMXを装備した東海。機体側面のＣマークは距離確認用のもの

根本となる技術は当時、日本測定器という小さな会社の技術担当常務だった井深大が発明した「周波数選択継電器」であった。これは低周波の波の中で特定の周波数にだけ敏感に反応して振動する機器で、これの先端に接点を付け、継電器（ある回路の断続に応じて別の回路を開閉する装置）を働かせる事により、増幅が難しい非常に低い周波数の波を高い周波数に変調、増幅する事を可能にした。海軍技術研究所の計器部がこれに目をつけ、航空機搭載の潜水艦探知装置への活用を試みたのが始まりであった。
潜水艦は磁気を帯びた鉄材で組立てられているため、艦の周囲には固有の磁場が発生する。KMXは、この磁気の変化を電流を流したコイルで検知する装置である。もし航空機に取付けられたコイルが、潜水艦が発生させる磁場の中を通過すれば、コイルには起電力が発生する。光や通常のレーダーで用いる波長の電磁波は、インピーダンスの不整合によって海水面で反射されたり、海水によって吸収されるが、静磁場は海水面での反射や海水による吸収がないため、海中深くに存在する潜水艦を探知することができる。
ただしKMXの実用化に際しては、潜水艦からのわずかな起電力を検知するための増幅器、また地球の地磁気の影響を排除する電気式転輪装置、航空機自体が発生させる過電流のノイズを排除する打ち消し回路が必要だった。特に地球の地磁気は潜水艦の磁気より数千倍強く、機のコイルが角度を変更するとたちまち強い起電力を発生させ、潜水艦の識別を不能とした。KMXの有効探知範囲はさして広いものではない。性能は敵潜水艦が3,000t級の質量を持っている場合、探知距離は直上距離160m、左右距離120mである。敵潜が1,000t級であれば直上距離120m、左右距離は90mであった。東海 (航空機)の場合、磁気の変化を検知すると、KMXは電信員のレシーバーに特徴的な音を鳴らし、また検流計の針が触れ、警報灯が明滅した。さらにブザーが鳴り、海面を着色させる信号弾が自動投下された。

## 戦術
探知範囲の狭さから東海を使用する部隊では以下の戦術を用いた。3機または6機の横隊を組んで飛行し、1機あたりの相互間隔は200mとした。東海の機体後部には視力検査表のＣの字に似たマークが付けられたが、このマークがひとつながりの円に見えれば適正な距離を保っていた。この編隊は味方の船団の進路上を直角に折り返しながら飛行し、潜水艦の探知に努めた。探知に成功すると信号弾が海に投下され、海面が着色された。編隊はしばらく直進の後に反転、再度潜水艦の位置を探知して進行方向を割り出す。目標海面を割り出したのちに全機が対潜爆弾を投下して撃沈する。昭和20年3月から6月にかけ、済州島ノモスリツボ基地の951空に配備された東海部隊12機はこの戦術を徹底し、東シナ海で7回の撃沈確実戦果を報告した。